# دریاچه امامزاده علی
دریاچه امامزاده علی یا پشنگ دریاچه‌ای در شهرستان آمل در استان مازندران ایران است که به تازگی، پس از زمین‌لغزه و رانش کوه در این منطقه در سال ۱۳۷۷ تشکیل شده است. پیش از زمین‌لغزه، مکان کنونی دریاچه بخشی از مسیر کم‌عمق و کم‌عرض رودخانه هراز بود. اکنون ماهی‌های قزل‌آلای خال‌سرخ و رنگین‌کمان در دریاچه امام زاده علی زندگی می‌کنند و کف دریاچه آثار درختان و گیاهان پیش از زمین‌لغزش دیده می‌شود. این دریاچه در نزدیکی آب اسک در جاده هراز قرار دارد. این دریاچه اکنون در اختیار باشگاه ماهیگیری امامزاده علی می‌باشد و علاقمندان به این ورزش مفرح می‌توانند با ثبت نام در این باشگاه به ورزش ماهیگیری بپردازند.